# Philippe L'Héritier
Philippe L'Héritier est un généticien français né à Ambert (Puy-de-Dôme) le 3 janvier 1906 et décédé le 22 janvier 1994 à Champétières.
Il est, avec Boris Ephrussi, Georges Teissier et Georges Rizet, l'un des fondateurs de la recherche et de l'enseignement de la génétique en France. Ses découvertes ont constitué un apport très significatif aussi bien pour la théorie synthétique de l'évolution et sa diffusion en France que pour la génétique. Son enseignement a déterminé de nombreuses vocations scientifiques, contribuant ainsi au développement de cette discipline.

## Biographie
Fils d'un magistrat d'Ambert, Philippe L'Héritier fait ses études chez les pères maristes de Riom, puis au lycée jésuite Sainte-Geneviève, à Versailles. En 1926, il est reçu à la fois aux concours de l’École normale supérieure (groupe mathématiques) et de l'École polytechnique. Il choisit l'ENS et s'inscrit à la section « sciences naturelles ». Agrégé de sciences naturelles en 1930, il part aux États-Unis un an plus tard grâce à une bourse de la Fondation Rockefeller, avec pour mission d'apprendre la génétique afin de l'implanter en France, alors très en retard dans cette discipline, comme dans l'acceptation du darwinisme d'ailleurs. Ce séjour lui permet de découvrir la drosophile, alors modèle favori des généticiens et d'établir des liens durables avec plusieurs grands généticiens américains, notamment Theodosius Dobjansky et Hermann Joseph Muller.
À son retour en octobre 1932, il devient agrégé préparateur à l'ENS puis, en 1937, soutient sa thèse. Avec Georges Teissier, il mettra au point les « cages à populations » (démomètres) qui leur permettront d'étudier la dynamique des populations chez la drosophile. Ces cages seront par la suite très utilisées dans les laboratoires de génétique, notamment aux États-Unis.
En 1938, Philippe L'Héritier est nommé maître de conférences à Strasbourg et enseigne la biologie générale, la génétique n'étant toujours pas acceptée par les biologistes français. En 1945, il revient à Paris et installe un premier laboratoire à l'Institut de biologie physico-chimique puis un second, en 1951, sur le campus de Gif-sur-Yvette qui accueille alors les trois premiers laboratoires français de génétique, financés par le CNRS et dirigés par Boris Ephrussi, Georges Teissier et lui-même. En 1946 sont également inaugurés les premiers enseignements de génétique en France dont il partage les cours avec Boris Ephrussi et Georges Teissier, jusqu'à la fin des années 1950 où il est nommé titulaire de la chaire de biologie générale à la nouvelle faculté d'Orsay, qui dépend alors de la Sorbonne. En 1963, il fondera, avec Georges Rizet et Jean Chevaugeon, le groupe des Laboratoires de Biologie Expérimentale, qui deviendra l'Institut de Génétique.
En 1967, il repart en Auvergne avec un de ses collaborateurs, Jean-Claude Bregliano. Ils seront rejoints l'année suivante par Annie Fleuriet et fonderont une équipe de recherche et un enseignement de génétique, confortés ensuite par le recrutement de jeunes chercheurs et enseignants-chercheurs. Dans le même temps, à la faculté d'Orsay et sur le campus de Gif-sur-Yvette, plusieurs de ses élèves continueront de développer l'étude génétique et biochimique de virus importants pour la santé humaine ou animale, avec le soutien de l'université et du CNRS.
En 1973, Philippe L'Héritier prend sa retraite, après avoir enseigné tous les domaines alors connus de la génétique et avoir initié plusieurs thèmes de recherche très novateurs.

## Découvertes scientifiques

### La génétique évolutive
Les cages à populations vont permettre à L'Héritier et Teissier, dans les années 1930, d'étudier en laboratoire la dynamique de populations de compositions diverses. L'une de leurs premières publications, sur l'élimination du gène Bar dans une population de drosophiles, peut être considérée comme historique, d'une part parce que le concept darwinien de sélection naturelle devient pour la première fois objet d'expérimentation, d'autre part parce qu'elle marque le point de départ de l'entrée du darwinisme en France. Trois ans plus tard avec un autre gène, ebony, ils montrent aussi que l'avantage sélectif des hétérozygotes empêche l'élimination totale de l'allèle défavorable. C'était la première démonstration expérimentale que la sélection naturelle agit en faveur du maintien du polymorphisme des populations. En outre, avec le gène vestigial, ils ont montré que la sélection naturelle peut favoriser soit la forme fonctionnelle (ailes normales), soit la forme défective (ailes atrophiées), en fonction des conditions de milieu. Tous ces résultats étaient tout à fait inattendus pour l'époque et se sont avérés très importants pour une bonne compréhension des mécanismes évolutifs.

### L'association héréditaire virus-insecte
Le travail avec les démomètres amène L'Héritier et Teissier à utiliser le CO2 comme anesthésique et à découvrir fortuitement, en 1937, qu'il est létal pour certaines souches. L'hérédité de ce phénomène de sensibilité, hors des règles de la génétique chromosomique, les seules connues à ce moment-là, est une grande surprise. Son mystérieux agent sera qualifié de « génoïde de la Drosophile ». Ce phénomène deviendra, à partir de 1946, le principal sujet de recherche de son laboratoire à Gif-sur-Yvette  (Laboratoire de Génétique des Virus - LGV), jusqu'à son départ pour Clermont-Ferrand.
Il apparaît rapidement que le responsable de cette sensibilité au CO2 est un virus, dénommé Sigma, infectieux par inoculation et transmis héréditairement par les gamètes. Lorsqu'il sera observé par microscopie électronique dans les années 1960, grâce à André Berkaloff, on s'apercevra qu'il appartient à la famille des Rhabdovirus. L'association Drosophile-Sigma apparaîtra plus tard comme un modèle pour les moustiques vecteurs de virus pathogènes pour l'homme, comme ceux de la dengue et de la fièvre jaune. Après le départ de Philippe L'Héritier, le LGV se consacrera à l'étude génétique et biochimique de plusieurs rhabdovirus : Sigma, stomatite vésiculaire et enfin rage, sous la direction successive de Gilbert Brun et Anne Flamand. Ce travail conduira en particulier, en collaboration avec les laboratoires Virbac, à l'obtention d'une souche non virulente du virus de la rage qui sera brevetée et utilisée sur le terrain pour la vaccination orale des renards et des chiens errants.

### Le système I-R d'hybrides dysgéniques
À Clermont-Ferrand, le projet de recherche de départ consistait à étudier la répartition du virus Sigma dans les populations naturelles de drosophiles. Un tel travail nécessite d'établir des souches à partir de ces populations. Il apparaît alors que chaque fois que des mâles de ces souches « sauvages » sont croisés avec des femelles d'anciennes souches de laboratoire, les descendantes sont stériles par non-éclosion des œufs; le croisement réciproque, quant à lui, donne des femelles normalement fertiles. Cette stérilité se révélera être le résultat de la présence d'un élément génétique mobile (transposon) dans les souches sauvages, que ne possèdent pas les anciennes souches de laboratoire, sinon à l'état de vestiges inactifs. Les premières ont été dénommées « inductrices », les secondes « réactives », d'où l'appellation de « système I-R ». Chez les femelles hybrides, une mobilité excessive de ce transposon est induite dans la lignée germinale provoquant un nombre d'anomalies génétiques tel que les embryons meurent très précocement. La démonstration expérimentale de cette vague de transposition, en 1976, marque la première découverte d'un élément génétique mobile dans le règne animal. L'étude de ce système très complexe mobilisa la plus grande partie de l'équipe, pendant qu'Annie Fleuriet poursuivait l'analyse de l'association Drosophile-Sigma dans les populations naturelles. En 1973, Philippe L'Héritier prit sa retraite mais revint régulièrement participer aux discussions scientifiques avec son ancienne équipe tant que sa santé le lui permit.

## Pédagogie et diffusion scientifique
Dans ces domaines, Philippe L'Héritier a également été très actif. En plus de l'impact de son enseignement et de la publication de plusieurs livres à l'usage des étudiants et des chercheurs, dont un dictionnaire de génétique, il a assumé des responsabilités nationales. On peut citer sa participation au comité chargé de définir les programmes de biologie cellulaire au PCEM (Premier Cycle des Études Médicales) avec Boris Ephrussi, Georges Rizet et le docteur Jean Frézal (1967) ainsi que le rapport qu'il a écrit en 1962 avec Georges Rizet lors d'un colloque de l'OCDE consacré à la réforme de l'enseignement de la biologie.

## Ouvrages et textes
- Le Calendrier des oiseaux, 1944, éd. Sagittaire.
- Les Méthodes statistiques dans l'expérimentation biologique, 1949, éd. du CNRS
- Biologie générale, tomes I, II, III, en collaboration avec Maxime Lamotte, 1968, éd. Douin.
- Génétique, maîtrises de biologie, 1975, Éditions Masson
- Dictionnaire de génétique, 1979, éd. Masson.
- La Grande Aventure de la génétique, 1984, Ed. Flammarion
- « Génétique », Philippe L'Héritier et Marguerite Picard, Encyclopædia Universalis.
- « Génétique des populations », Philippe L'Héritier et Maxime Lamotte, Encyclopaedia Universalis[N 1]

- « Philippe L'Héritier, Souvenirs d'un généticien », Colloque R. A. Fischer et l'histoire de la génétique des populations, in : Revue de synthèse, 1981, 103-104, CII, 331-343.